# 羅基波因特鎮區 (北卡羅萊納州彭德縣)
羅基波因特鎮區（英語：Rocky Point Township）是位於美國北卡羅萊納州彭德縣的一個鎮區。

## 地方資料
羅基波因特鎮區的面積為138.04平方千米，皆為陸地。根據2020年美國人口普查的數據，當地共有人口7802人，而人口密度為每平方千米56.52人。